# Most Girls
"Most Girls" é uma canção da artista musical norte-americana Pink. Servindo como segundo single de seu álbum de estréia, Can't Take Me Home. O single foi lançado nos Estados Unidos em 4 de Setembro de 2000 e alcançou a #4 posição na Billboard Hot 100.

## Faixas e formatos
- CD single

1. "Most Girls" (radio edit) - 4:10
2. "Most Girls" (X-Men vocal mix) - 4:53
3. "There You Go" (Sovereign mix) - 6:20
4. "Most Girls" (video) - 4:31

- 12" maxi single

1. "Most Girls" (Skribble & Anthony Acid club mix) - 9:00
2. "Most Girls" (Skribble & Anthony Acid's Hard Girls dub) - 7:32
3. "Most Girls" (instrumental) - 5:03
4. "Most Girls" (a cappella) - 4:32
5. "There You Go" (Hani Mixshow edit) - 5:31

- Australian CD single

1. "Most Girls" (radio edit) - 4:10
2. "Hiccup"
3. "Most Girls" (X-Men dubby)
4. "Most Girls" (video) - 4:31

- Thailand PromoCD single

1. "Most Girls" (radio edit) - 4:10
2. "Most Girls" (X Men Vocal Mix) - 4:52
3. "Most Girls" (X Men Dubby) - 5:21
4. "There You Go" (Sovereign Mix) - 6:20